# الکس رودریگز (بازیکن فوتبال)
الکس رودریگز (انگلیسی: Álex Rodríguez؛ زادهٔ ۵ اوت ۱۹۹۰) بازیکن فوتبال اهل پاناما است.
وی ۶ بازی برای تیم ملی فوتبال پاناما انجام داده است.